# Harpswell
Harpswell är en ort och civil parish i Storbritannien.   Den ligger i grevskapet Lincolnshire och riksdelen England, i den sydöstra delen av landet, 210 km norr om huvudstaden London. Harpswell ligger 53 meter över havet och antalet invånare är 391.
Terrängen runt Harpswell är huvudsakligen platt. Harpswell ligger uppe på en höjd. Runt Harpswell är det ganska tätbefolkat, med 70 invånare per kvadratkilometer. Närmaste större samhälle är Lincoln, 19,4 km söder om Harpswell. Trakten runt Harpswell består till största delen av jordbruksmark.